# Skarby stolinów
Skarby stolinów – zbiór opowiadań fantasy autorstwa Rafała Ziemkiewicza, który ukazał się w 1990. Składa się z dwóch części: opowiadania Hrebor Cudak i noweli Skarby stolinów. Zawiera także posłowie autora pt. Uwagi tłumacza.
Książkę przetłumaczono na j. czeski (jako Poklady stolinů, 2005).

## Fabuła
Treścią książki jest wyprawa trzech bohaterów, do krainy, w której uchronić mają świat od triumfu sił zła. 
Niewielki ten i słabo zaludniony kraj leżał na północnym wschodzie Estaronu. Od Orwanu, a później państwa Vorgów, oddzielał go łańcuch "Gór Przetrwania", zwanych także "Górami Stolinów". Położony był wśród bagnisk, porośnięty gęstą, miejscami niemożliwą do przebycia puszczą, co w sposób decydujący zaważyło na jego historii i kulturze. Podczas gdy w Estaronie, Berghu czy Orwanie dość szybko wykształciła się silna władza króla lub księcia i nastąpiło rozwarstwienie na zamknięte stany arystokracji, rycerstwa i plebsu, w Slengu wprost przeciwnie, władza słabła i ulegała decentralizacji. 
Nie znano w Slengu pojęcia "dobre urodzenie", nigdy nie wykształciły się tam zamknięte stany. Dzisiejszy gospodarz mógł jutro pójść z torbami, dzisiejszy pachołek mógł wrócić z wyprawy z bogatym łupem i stać się najbogatszym gospodarzem w okolicy. Wyprawy były nie tylko metodą powiększenia rodowego bogactwa. Dla jednych stanowaiły ratunek przed głodem w wypadku powodzi lub nieurodzaju, dla innych szansę zmiany statusu społecznego, dla jeszcze innych wreszcie - sposób na życie. O sławnych wyprawach śpiewano pieści, najmężniejszych wodzów wysławiano i wspominano jeszcze przez długie lata po ich śmierci. Chętnych na wyprawy nie brakowało...

## Analiza
Świat wykreowany przez Ziemkiewicza przypomina Polskę z czasów Mieszka I, a stworzone na potrzeby książki słownictwo nawiązuje do kultury Słowian epoki przedchrześcijańskiej.

## Odbiór
Według Jacka Inglota, choć jej akcja została przeprowadzona sprawnie – książka była wtórna i w warstwie fabularnej powielała schematy z Władcy Pierścieni. Inglot docenił jednak oryginalność w kreacji świata powieści – krajobrazu, rekwizytorni i tła kulturowego.
Według Katarzyny Kaczor, zbiór był jedną z pierwszych prób polskich autorów stworzenia klasycznego, Tolkienowskiego utworu fantasy, ale nieudanych, gdyż został "zmiażdżony przez krytyków i czytelników".
Książka doczekała się recenzji m.in. w:
- Marcin Dziurda: Bajkowy postmodernizm. Tygodnik Solidarność 1994 nr 4 s. 15
- Jacek Inglot : W slengańskich puszczach. Nowa Fantastyka 1991 nr 1 s. 70
- JKN: Nowe Książki 1991 nr 6 s. 62

Opowiadanie Hrebor Cudak zostało omówione m.in. w:
- K. SOKOŁOWSKI: Księga cytatów. „Fenix” 1994 nr 5.
- K. DUNIN: Panie Wołodyjowski! Larum grają Marsjanie! „Życie Warsz.” dod. „Ex Libris” 1995 nr 85.
- J. INGLOT: Powrót do rzeczywistości. „Odra” 1996 nr 2.
- M. ORAMUS: Piąty rozbiór Polski. „Fenix” 1996 nr 2.
- M. WIERUSZ: Ciągle Apokalipsa. „Nowe Książ.” 1996 nr 4.